# Manfredo Mayol
Manfredo Mayol Durán (Santiago, 10 de junio de 1946) es un periodista chileno, conocido por su colaboración con la dictadura militar del general Augusto Pinochet (1973-1990).

## Primeros años de vida
Mayol estudió Periodismo en la Universidad de Chile entre 1965 y 1969. Estuvo casado con Mariana Miranda, con quien tuvo un hijo: Alberto Mayol, con quien posee profundas diferencias ideológicas. Actualmente su pareja es Carolina Cotapos.

## Trayectoria profesional
Desde el verano de 1972, Mayol se desempeñó como subdirector de prensa de Canal 13. Luego de instalarse la dictadura militar encabezada por Augusto Pinochet, en 1975 fue nombrado gerente general de Televisión Nacional de Chile (TVN) y asesor de la División de Comunicación Social (Dinacos).
En 1980 asumió como director de la revista Ercilla, cargo que desempeñó hasta 1990 y en 1985 retornó a TVN, esta vez como director general hasta 1986.
En 1999 creó la agencia de publicidad Unitas, la cual vendió en 2007 a un grupo de empresarios españoles.

## Actividad política
Desde mediados de los años 70, Mayol trabajó como consejero del Frente Juvenil de Unidad Nacional, movimiento político que reunía a adherentes de la dictadura militar y con el cual participó del acto de Chacarillas. Posteriormente dicho movimiento, junto con Mayol, pasarían a formar parte de la Unión Demócrata Independiente (UDI) en 1983, convirtiéndose en uno de sus asesores comunicacionales.
En 1988 fue uno de los organizadores y desarrolladores de la franja electoral correspondiente a la opción Sí (adherente al régimen de Pinochet) en el plebiscito de ese año. Posterior a dicho referéndum participó de las campañas comunicacionales de distintos candidatos de la UDI en las elecciones siguientes, incluyendo las candidaturas presidenciales de Joaquín Lavín y Evelyn Matthei en las elecciones de 1999-2000 y 2013, respectivamente.

## Controversias

### Participación en montaje de Rinconada de Maipú
El 2 de julio de 2008 fue querellado, junto con los periodistas Roberto Araya, Julio López Blanco, Vicente Pérez Zurita y Claudio Sánchez Venegas, por homicidio calificado producto de la cobertura tergiversada que realizaron del caso que posteriormente sería conocido como el "Montaje de Rinconada de Maipú". Todos ellos ya habían sido sancionados por el Tribunal de Ética del Colegio de Periodistas de Chile el 10 de mayo de 2007 producto del mismo incidente.